# Alexandros Svolos
Alexandros Svolos, in greco Αλέξανδρος Σβώλος (Kruševo, 1892 – Atene, 22 febbraio 1956), è stato un politico greco, presidente del Comitato di liberazione nazionale greco durante l’occupazione nazi-fascista della Grecia dall’aprile all’ottobre 1944.
Dopo aver studiato giurisprudenza a Costantinopoli diventa professore all'università di Atene.
Dopo l'invasione da parte delle forze dell'Asse nell'aprile 1941, la Grecia venne divisa in tre zone sotto l'influenza di Italia, Germania e Bulgaria. Nel marzo 1944 la Resistenza dei partigiani greci, con l'aiuto degli Alleati, era riuscita a liberare quasi tutto il Paese. Si costituì dunque un Comitato di liberazione nazionale (CLN) che contrastava sia il governo collaborazionista di Atene che il governo in esilio del re al Cairo. 
Nell'aprile 1944 Svolos accettò di diventare Presidente del CLN e con questa carica partecipò alla Conferenza del Libano che nel maggio 1944 decise la creazione di un governo di unità nazionale guidato da Geōrgios Papandreou.
Il CLN continuerà ad esercitare la sua autorità fino alla definitiva liberazione della Grecia nell'ottobre 1944.